# Pasar Lagu Boti
Pasar Lagu Boti is een bestuurslaag in het regentschap Toba Samosir van de provincie Noord-Sumatra, Indonesië. Pasar Lagu Boti telt 1568 inwoners (volkstelling 2010).